# Jan Tratnik
Jan Tratnik (Liubliana, 23 de febrero de 1990) es un ciclista profesional esloveno.
Debutó en profesionales en 2009, con el equipo de su país Radenska. En 2011 dio el salto a la máxima categoría con el equipo QuickStep donde solo permaneció un año. Desde 2025 compite por el equipo Red Bull-BORA-hansgrohe.

## Palmarés
2010
- Gran Premio della Liberazione

2012
- Campeonato Europeo en Ruta sub-23

2015
- Campeonato de Eslovenia Contrarreloj
- 1 etapa del Tour de Hungría
- East Bohemia Tour, más 1 etapa

2016
- 1 etapa del Tour de Eslovaquia
- Campeonato de Eslovenia en Ruta
- East Bohemia Tour, más 1 etapa

2017
- Tour de Eslovaquia, más 1 etapa

2018
- 1 etapa de la Settimana Coppi e Bartali
- Volta Limburg Classic
- 1 etapa del CCC Tour-Grody Piastowskie
- Campeonato de Eslovenia Contrarreloj

2019
- 1 etapa del Tour de Romandía
- 3.º en el Campeonato de Eslovenia Contrarreloj

2020
- 1 etapa del Giro de Italia

2021
- Campeonato de Eslovenia Contrarreloj

2022
- Campeonato de Eslovenia Contrarreloj

2024
- Omloop Het Nieuwsblad

## Resultados

### Grandes Vueltas
Durante su carrera deportiva ha conseguido los siguientes puestos en las Grandes Vueltas:
| Carrera | Carrera         | 2009 | 2010 | 2011 | 2012 | 2013 | 2014 | 2015 | 2016 | 2017  | 2018 | 2019 | 2020 | 2021 | 2022 | 2023 | 2024 | 2025 |
| ------- | --------------- | ---- | ---- | ---- | ---- | ---- | ---- | ---- | ---- | ----- | ---- | ---- | ---- | ---- | ---- | ---- | ---- | ---- |
|         | Giro de Italia  | —    | —    | —    | —    | —    | —    | —    | —    | 106.º | —    | —    | 62.º | 70.º | Ab.  | —    | 34.º | 83.º |
|         | Tour de Francia | —    | —    | —    | —    | —    | —    | —    | —    | —     | —    | 93.º | —    | —    | 71.º | —    | 64.º | ―    |
|         | Vuelta a España | —    | —    | —    | —    | —    | —    | —    | —    | —     | —    | —    | —    | 94.º | —    | 38.º | —    | ―    |

—: no participa

Ab.: abandono

### Clásicas, Campeonatos y JJ.OO.
| Carrera                 | Carrera                 | 2009          | 2010          | 2011          | 2012 | 2013          | 2014          | 2015          | 2016 | 2017          | 2018          | 2019          | 2020          | 2021  | 2022 | 2023 | 2024  | 2025  |
| ----------------------- | ----------------------- | ------------- | ------------- | ------------- | ---- | ------------- | ------------- | ------------- | ---- | ------------- | ------------- | ------------- | ------------- | ----- | ---- | ---- | ----- | ----- |
| Omloop Het Nieuwsblad   | Omloop Het Nieuwsblad   | —             | —             | —             | —    | —             | —             | —             | —    | —             | —             | —             | —             | —     | —    | 94.º | 1.º   | 59.º  |
| Kuurne-Bruselas-Kuurne  | Kuurne-Bruselas-Kuurne  | —             | —             | —             | —    | X             | —             | —             | —    | —             | —             | —             | —             | —     | —    | 34.º | 112.º | 127.º |
| Strade Bianche          | Strade Bianche          | —             | —             | —             | —    | —             | —             | —             | —    | —             | —             | 37.º          | —             | 83.º  | 37.º | —    | —     | 60.º  |
|                         | Milán-San Remo          | —             | —             | —             | —    | —             | —             | —             | —    | —             | —             | —             | —             | 135.º | 9.º  | 91.º | —     | —     |
| E3 Saxo Classic         | E3 Saxo Classic         | —             | —             | —             | —    | —             | —             | —             | —    | —             | —             | Ab.           | X             | —     | —    | —    | 32.º  | —     |
| Gante-Wevelgem          | Gante-Wevelgem          | —             | —             | —             | —    | —             | —             | —             | —    | —             | —             | Ab.           | —             | —     | —    | —    | Ab.   | —     |
| A Través de Flandes     | A Través de Flandes     | —             | —             | —             | —    | —             | —             | —             | —    | —             | —             | 33.º          | X             | —     | 9.º  | —    | Ab.   |       |
|                         | Tour de Flandes         | —             | —             | —             | —    | —             | —             | —             | —    | —             | —             | 87.º          | —             | —     | 12.º | —    | —     |       |
| Scheldeprijs            | Scheldeprijs            | —             | —             | —             | —    | —             | —             | —             | —    | —             | Ab.           | —             | —             | —     | —    | —    | —     |       |
|                         | París-Roubaix           | —             | —             | —             | —    | —             | —             | —             | —    | —             | —             | 87.º          | X             | —     | —    | —    | —     |       |
| Flecha Brabanzona       | Flecha Brabanzona       | —             | —             | Ab.           | —    | —             | —             | —             | —    | 35.º          | 5.º           | 92.º          | —             | —     | Ab.  | —    | —     |       |
| Amstel Gold Race        | Amstel Gold Race        | —             | —             | —             | —    | —             | —             | —             | —    | 89.º          | —             | Ab.           | X             | 47.º  | 12.º | —    | —     |       |
| Flecha Valona           | Flecha Valona           | —             | —             | —             | —    | —             | —             | —             | —    | —             | —             | —             | —             | 56.º  | —    | —    | —     |       |
|                         | Lieja-Bastoña-Lieja     | —             | —             | —             | —    | —             | —             | —             | —    | —             | —             | —             | —             | —     | —    | 25.º | —     |       |
| Cyclassics Hamburg      | Cyclassics Hamburg      | —             | —             | —             | —    | —             | —             | —             | —    | 42.º          | 65.º          | —             | X             | X     | 47.º | —    | —     |       |
| Gran Premio de Quebec   | Gran Premio de Quebec   | X             | —             | —             | —    | —             | —             | —             | —    | —             | —             | —             | X             | X     | 16.º | —    | 72.º  |       |
| Gran Premio de Montreal | Gran Premio de Montreal | X             | —             | —             | —    | —             | —             | —             | —    | —             | —             | —             | X             | X     | 36.º | —    | 65.º  |       |
| Bretagne Classic        | Bretagne Classic        | —             | —             | —             | —    | —             | —             | —             | —    | —             | —             | Ab.           | —             | —     | 14.º | —    | —     |       |
| JJ. OO. (Ruta)          | JJ. OO. (Ruta)          | No se disputó | No se disputó | No se disputó | —    | No se disputó | No se disputó | No se disputó | —    | No se disputó | No se disputó | No se disputó | No se disputó | 67.º  | ND   | ND   | 8.º   |       |
| JJ. OO. (CRI)           | JJ. OO. (CRI)           | No se disputó | No se disputó | No se disputó | —    | No se disputó | No se disputó | No se disputó | —    | No se disputó | No se disputó | No se disputó | No se disputó | —     | ND   | ND   | 27.º  |       |
| Mundial en Ruta         | Mundial en Ruta         | —             | —             | —             | —    | —             | —             | —             | —    | Ab.           | Ab.           | Ab.           | Ab.           | Ab.   | 12.º | —    | Ab.   |       |
| Mundial Contrarreloj    | Mundial Contrarreloj    | —             | —             | —             | —    | —             | —             | —             | —    | 10.º          | 31.º          | 36.º          | 24.º          | 15.º  | —    | —    | —     |       |
| Europeo en Ruta         | Europeo en Ruta         | X             | X             | X             | X    | X             | X             | X             | 97.º | Ab.           | —             | —             | —             | —     | 88.º | —    | —     |       |
| Europeo Contrarreloj    | Europeo Contrarreloj    | X             | X             | X             | X    | X             | X             | X             | 24.º | —             | —             | —             | 6.º           | —     | 13.º | —    | —     |       |
| Eslovenia en Ruta       | Eslovenia en Ruta       | —             | 8.º           | 38.º          | —    | Ab.           | 13.º          | 4.º           | 1.º  | 4.º           | 4.º           | 11.º          | 8.º           | 4.º   | —    | —    | —     |       |
| Eslovenia CRI           | Eslovenia CRI           | —             | —             | —             | —    | —             | —             | 1.º           | —    | —             | 1.º           | 3.º           | 7.º           | 1.º   | 1.º  | —    | —     |       |

—: no participa

Ab.: abandono

## Equipos
- Radenska (2009-2010)
  - Radenska-KD Financial Point (2009)
  - Zheroquadro-Radenska (2010)
- Quick Step (2011)
- Radenska (2012)
- Tirol Cycling Team (2013)
- Amplatz-BMC (2014-2016)
- CCC Sprandi Polkowice (2017-2018)
- Bahrain[1] (2019-)
  - Bahrain Merida (2019)
  - Team Bahrain McLaren (2020)
  - Team Bahrain Victorious (2021-2022)
- Team Visma | Lease a Bike (2023-2024)
  - Team Jumbo-Visma (2023)
  - Team Visma | Lease a Bike (2024)
- Red Bull-BORA-hansgrohe (2025-)